# Virje
Virje è un comune della Croazia di 5 197 abitanti della regione di Koprivnica e Križevci.